# Mini Werk Aréna
Mini Werk Aréna je hokejová hala postavená v těsné blízkosti Werk Arény na Frýdecké ulici v Třinci. Hala slouží převážně jako tréninková, ale odehrávají se zde i některé domácí zápasy např. juniorského a dorosteneckého Třince.
Mini Werk Aréna je umístěná v bezprostřední blízkosti vedle velké Werk Arény. Hala slouží převážně mládežnickým oddílům, krasobruslařům, pro veřejné bruslení a zápasy amatérských hokejistů.
Výstavba haly byla zahájena v dubnu 2016 a do zkušebního provozu byla uvedena v květnu téhož roku.

## Investoři
Hlavním investorem Mini WERK ARENY s rozpočtem cca 120 milionů korun je klub HC Oceláři Třinec.

## Zázemí
Plocha dvoupodlažní haly je 5 300 metrů čtverečních. V přízemí vedle ledové plochy vznikly šatny a sociální zázemí pro sportovce, do druhého podlaží je situována posilovna a učebna pro sportovce, zázemí pro trenéry a restaurace pro veřejnost.